# 94 Aurora
94 Aurora este un asteroid din centura principală, descoperit pe 6 septembrie 1867, de James C. Watson.